# Zophomyia flavipalpis
Zophomyia flavipalpis är en tvåvingeart som först beskrevs av Macquart 1854.  Zophomyia flavipalpis ingår i släktet Zophomyia och familjen parasitflugor.
Artens utbredningsområde är Tyskland. Inga underarter finns listade i Catalogue of Life.